# 도천동 (통영시)

경상국립대학교 해양과학대학

도천동(道泉洞)는 대한민국 경상남도 통영시의 행정동이다. 해저터널과 이충무공의 착량묘, 백운“고시완”선생 서재 등 문화유적이 소재하고 있는 지역이다. 굴, 홍합 등 수산양식 최적지와 수산물 및 어류 유통업소가 밀집되어 있는 지역으로 경상국립대학교 해양과학대학과 초중고등학교가 밀집되어 있는 인재양성의 중심지역이다.

## 연혁
1931년 통영면에서 산양읍의 평림리, 당리, 인평리, 미수리, 봉평리, 도남리 등 6개 리를 편입하여 통영읍으로 승격하고, 1955년 충무시가 되면서 동이 되었다. 1995년에 충무시와 통영군을 통합하여 도농복합형태의 통영시가 되었다. 1998년에 당동, 인평동, 도천동을 통합하여 도천동을 행정동으로 정하였다. 행정동인 도천동은 법정동인 도천동, 인평동, 당동을 관할한다. 통영반도와 미륵도 사이는 원래 실낱처럼 이어진 육지였는데 임진왜란 때 이순신장군의 작전에 말려든 일본함대가 궁지에 몰려 밤에 이 육로를 파고 도주하였다. 그래서 이곳을 판데목이라 하여 한자표기는 착량(鑿梁)이다. 부근에 있는 충무공의 사당 착량묘도 여기에서 나온 이름이다.

## 법정동
- 도천동
- 당동
- 인평동
- 평림동 일부

## 관광
- 통영해저터널
- 착량묘
- 윤이상 생가
- 윤이상 거리
- 윤이상기념공원

## 교육
- 두룡초등학교
- 인평초등학교 (인평동)
- 충렬초등학교 대평분교 (폐교) - 평인일주로 832-23 (평림동)
- 평림초등학교 (폐교) - 평인일주로 478 (평림동)
- 충무여자중학교 (인평동)
- 충무중학교 (인평동)
- 통영여자중학교
- 통영여자고등학교
- 경상국립대학교 해양과학대학